# Mistrzostwa Oceanii U-20 w Rugby Union Mężczyzn 2020
Mistrzostwa Oceanii U-20 w Rugby Union Mężczyzn 2020 – zaplanowane do rozegrania szóste mistrzostwa Oceanii U-20 w rugby union mężczyzn, oficjalne międzynarodowe zawody rugby union o zasięgu kontynentalnym organizowane przez Oceania Rugby mające na celu wyłonienie najlepszej w Oceanii męskiej reprezentacji narodowej złożonej z zawodników do lat dwudziestu. Zostały zaplanowane w formie dwóch turniejów w okresie od 22 lutego do 6 czerwca 2020 roku. W walce o tytuł mistrzowski miały wziąć udział cztery zespoły, pozostałe drużyny, które przystąpiły do rozgrywek, wystąpiły zaś w niższej dywizji. Ostatecznie, z uwagi na pandemię COVID-19, odbyła się rywalizacja jedynie w niższej klasie rozgrywek.

## Championship
Mistrzostwa zostały zaplanowane do rozegrania na boisku Bond University w Gold Coast w ciągu trzech meczowych dni pomiędzy 27 maja a 6 czerwca 2020 roku z udziałem czterech zespołów – Australii, Nowej Zelandii, Fidżi oraz Japonii –  rywalizujących systemem kołowym. Zawody zostały początkowo przełożone na późniejszy termin, a następnie odwołane.

## Trophy
Zawody odbyły się w formie jednego meczu rozegranego 22 lutego 2020 roku w samoańskim mieście Apia pomiędzy reprezentacjami Tonga i Samoa, a ich stawką było prawo gry w World Rugby U-20 Trophy 2020. Wyraźnie zwyciężyli w nim gospodarze nie pozwalając rywalom zdobyć choćby punktu.
| 22 lutego 202016:00 | Samoa U-20                                                                              | 36:0 | Tonga U-20 | Apia Park, Apia |
| 22 lutego 202016:00 | Bartley-Saena 11 (4pd K) Niue 5 (P) Onosai 10 (2P) Sao-Tuihuta 5 (P) Fa'amatuainu 5 (P) | 36:0 |            | Apia Park, Apia |
| 22 lutego 202016:00 | Niue · Lemalu                                                                           | 36:0 | Manukeu    | Apia Park, Apia |